# Orlando (nome)
Orlando  è un nome proprio di persona italiano maschile.

## Varianti
- Maschili: Rolando[1][2]
  - Alterati: Orlandino[3]
  - Ipocoristici: Lando[1]
- Femminili: Orlanda[2][3]
  - Alterati: Orlandina[3]

## Origine e diffusione

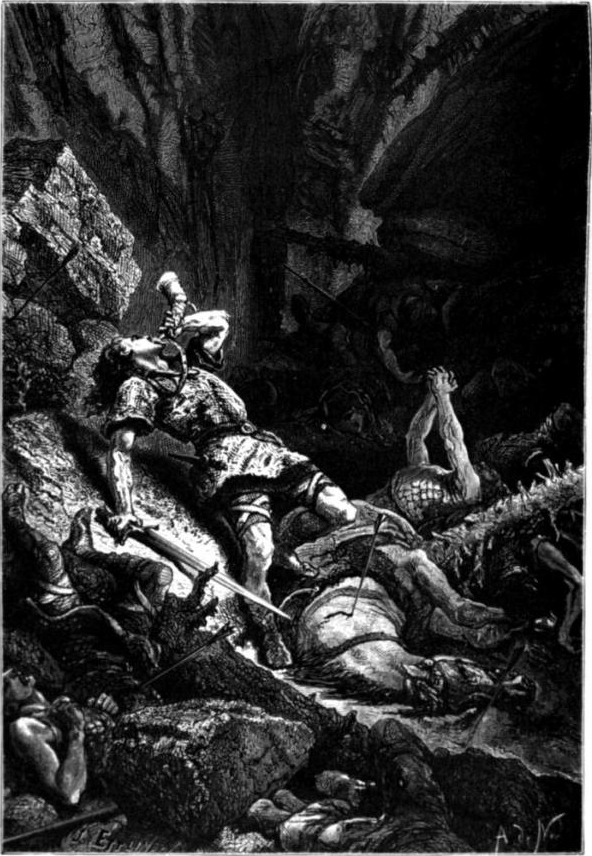
Orlando a Roncisvalle, di Alphonse-Marie-Adolphe de Neuville

Si tratta di una variante, originariamente toscana, del nome Rolando; la ragione dell'inversione delle due lettere iniziali non è chiara: potrebbe trattarsi di una metatesi, oppure potrebbe derivare dal vocativo francese "o Rolande!", divenuto "Orlande!".
La diffusione del nome in Italia, inizialmente limitata alla Toscana, si estese a tutto il Paese durante il Rinascimento grazie a Boiardo e Ariosto che, rispettivamente nell'Orlando innamorato (1483) e nell'Orlando furioso (1516), così battezzano il paladino Rolando, protagonista della Chanson de Roland, venendo imitati da tutte le opere successive. Il nome è quindi attestato anche in lingua inglese a partire dal XVI secolo (venne tra l'altro usato da Shakespeare per un personaggio della commedia Come vi piace del 1599), ed è portato dalla città statunitense di Orlando (Florida); quest'ultima deve il suo nome, apparentemente, ad un tal Orlando Reeves, soldato lì ucciso nel 1835 dai nativi Seminole.

## Onomastico
Nel martirologio non compare alcun santo con questo nome; va però notato che i Bollandisti riportano negli Acta Sanctorum (tra i praetermissi, ossia i santi e i beati di cui non viene riportata la Vita) proprio il paladino Orlando, caduto a Roncisvalle nel 778 e commemorato il 31 maggio, il cui culto come santo è effettivamente molto antico. 
Si ricordano inoltre due beati con questo nome; Orlando (o Rolando) de' Medici, eremita nei boschi presso Bargone e ricordato il 15 settembre, e un altro beato Orlando, converso ed esorcista a Vallombrosa nel XIII secolo, festeggiato il 1º agosto.

## Persone
- Orlando Bloom, attore britannico

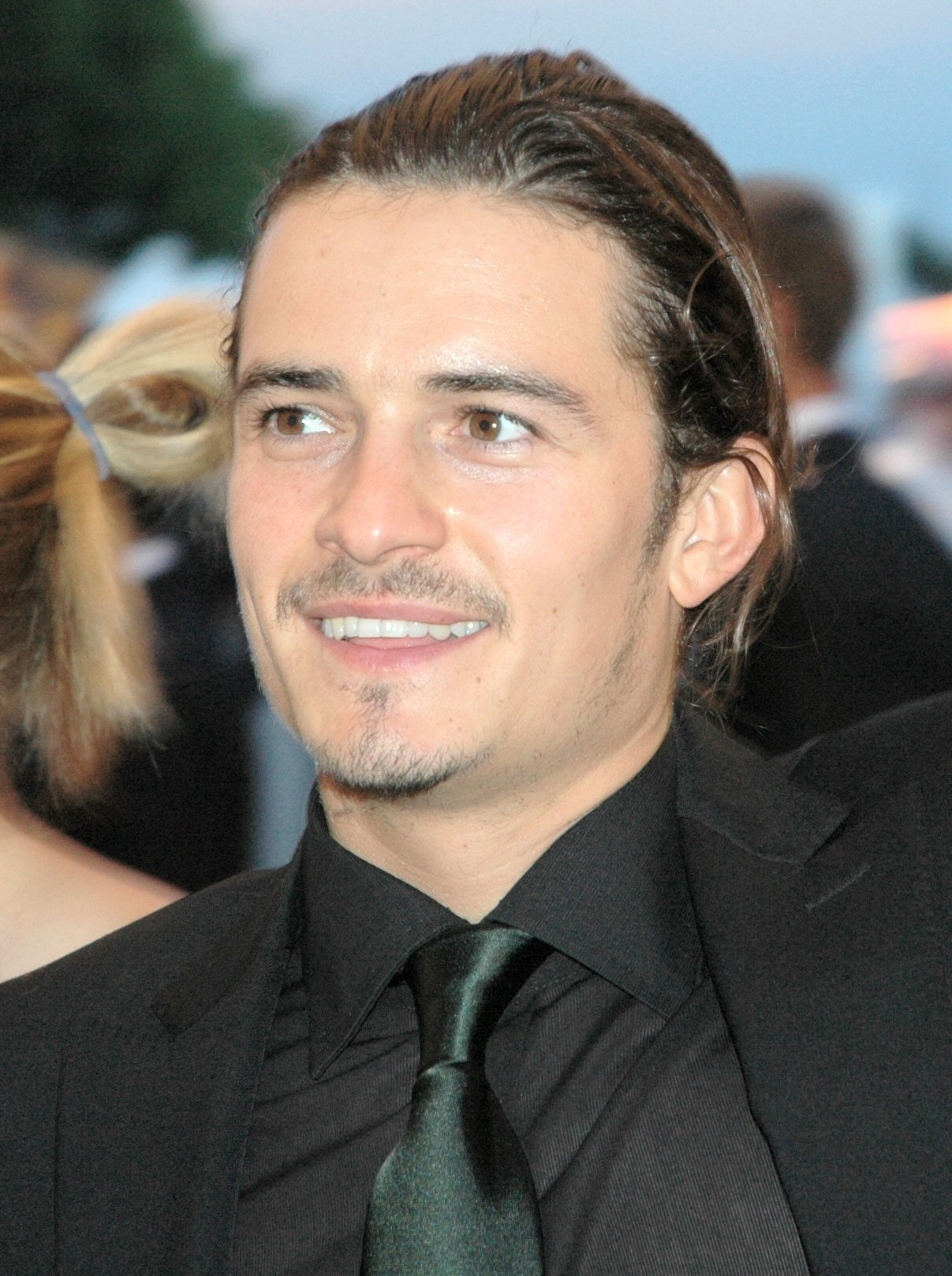
Orlando Bloom

- Orlando Bonsignori, banchiere italiano
- Orlando Brown, attore, comico, doppiatore e rapper statunitense
- Orlando De Toni, hockeista su ghiaccio italiano
- Orlando di Lasso, compositore fiammingo
- Orlando Dipiazza, compositore e direttore di coro italiano
- Orlando Gibbons, compositore e organista britannico
- Orlando Jones, attore e sceneggiatore statunitense
- Orlando Letelier, diplomatico, politico e attivista cileno
- Orlando Pizzolato, atleta italiano
- Orlando Rozzoni, calciatore e allenatore di calcio italiano

## Il nome nelle arti
- Orlando è un personaggio dell'omonimo romanzo di Virginia Woolf e del film del 1992 da esso tratto Orlando, diretto da Sally Potter.
- Orlando Mieli è il protagonista maschile della serie televisiva È arrivata la felicità.